# Tealeaf
Tealeaf é uma empresa de software de Gestão de Experiência do Cliente (CEM), agora gerida pela IBM. A sua linha de produtos de CX captura a interacção com o website da perspectiva dos utilizadores.
Os produtos de Tealeaf são usados para providenciar visibilidade da experiência online do cliente capturando, analisando e reproduzindo os detalhes das visitas dos consumidores para encontrar erros dos sites ou problemas e entender o impacto que falhas transaccionais têm nos processos empresariais.

## História
Tealeaf foi fundado por Robert Wenig, Randi Barshack, e Igor Tsyganskiy em Novembro de 1999 como uma derivação independente do SAP AG. Ao desenvolver software baseado na web para SAP, Wenig teve dificuldades em reproduzir problemas reportados pelos utilizadores. Teve a ideia de os websites terem uma "caixa negra" semelhante aos que gravam a voz do cockpit num avião para perceber o que aconteceu com cada visita de um utilizador. Desenvolveu o software para registar todo o HTML dinâmico gerado ao nível da rede e guardá-lo para mais tarde pesquisar e reproduzir visualmente. Apesar da tecnologia ter sido originalmente criada para ajudar criadores de software tem vindo a ser adaptada para uso dos utilizadores empresariais, call centers e grupos com responsabilidades legais nas organizações.
A 1 de Maio de 2012, o Tealeaf assinou um acordo para ser adquirido pela IBM. Não se sabem os termos. O negócio foi fechado a 13 de Junho de 2012. 

Tealeaf é agora um componente chave para o portefólio de análise de consumidores da IBM que também inclui as tecnologias de análise web antiga Coremetrics. No fim de 2014, a IBM introduziu uma versão baseada em SaaS do Tealeaf como complemento ao seu modelo estratégico de premissa.